# 松川浦

松川浦周辺の空中写真。2018年4月29日撮影の34枚を合成作成。。

松川浦（まつかわうら）は、福島県相馬市原釜と磯辺の間にある潟湖。砂州により太平洋と隔てられている。白砂青松で知られており、松川浦県立自然公園に指定されている。

## 概要
カタカナの「フ」の字形で、長さ7km、幅1.5kmほどである。最大水深5.5m。
江戸時代から相馬中村藩によって塩田が開発されていたが1905年（明治38年）に廃止された。1908年（明治41年）に船運の利便性向上のため北側の丘の一部に水路が掘削され、その後、鵜の尾岬南側の水路は自然に閉塞した。北側に新沼浦（今神浦）、南側に山信田浦があったが、昭和初期までに干拓で姿を消した。
入り江の入り口内側は松川浦漁港の一つである原釜漁港、浦内最南部に磯部漁港がある。ヒトエグサ（アオサ）や牡蠣の養殖が盛んである。
大小の島や岩が点在する風光明媚な風景は日本三景の松島になぞらえて 「小松島」とも評され日本百景の一つに数えられ、松川浦県立自然公園にも指定されている。春から夏にかけては潮干狩りが、漁港近くの海岸や、浦内最大の島・中州などで行われる。日本の白砂青松百選の選定も受けている。
松川浦周辺には、観光イチゴ園、観光ホテル、旅館、民宿、海産物市場・販売所等多くの施設が立地する。

## 歴史
- 1688年（貞享5年）：第5代中村藩主相馬昌胤が、松川浦を新名所と公認すべく、東山天皇に勅許を願い出る。
- 明治時代まで：製塩事業が行われる。
- 1908年（明治41年）1月：松ヶ江村、飯豊村、磯部村の三ヶ村組合により河口の掘削を開始。
- 1910年（明治43年）：掘削が終了し、河口に板橋を架橋する。
- 1913年（大正2年）8月：台風で板橋が流失し、渡船にて河口を横断し始める。
- 1951年（昭和26年）3月27日：松川浦県立自然公園が指定される。
- 1995年（平成7年）3月：松川浦大橋が開通。
- 1999年（平成11年）10月3日：松川浦漁港で全国豊かな海づくり大会を開催する。
- 2001年（平成13年）12月：日本の重要湿地500に選定される。
- 2011年（平成23年）3月11日：東日本大震災による津波で被災。

## 交通
- JR東日本常磐線相馬駅下車。すぐ脇にある福島交通相馬営業所からバス利用（相馬駅前にはバスは入らない）。または相馬駅からタクシー利用。
- 常磐道・東北中央道相馬IC下車。車で約20分。

## ギャラリー

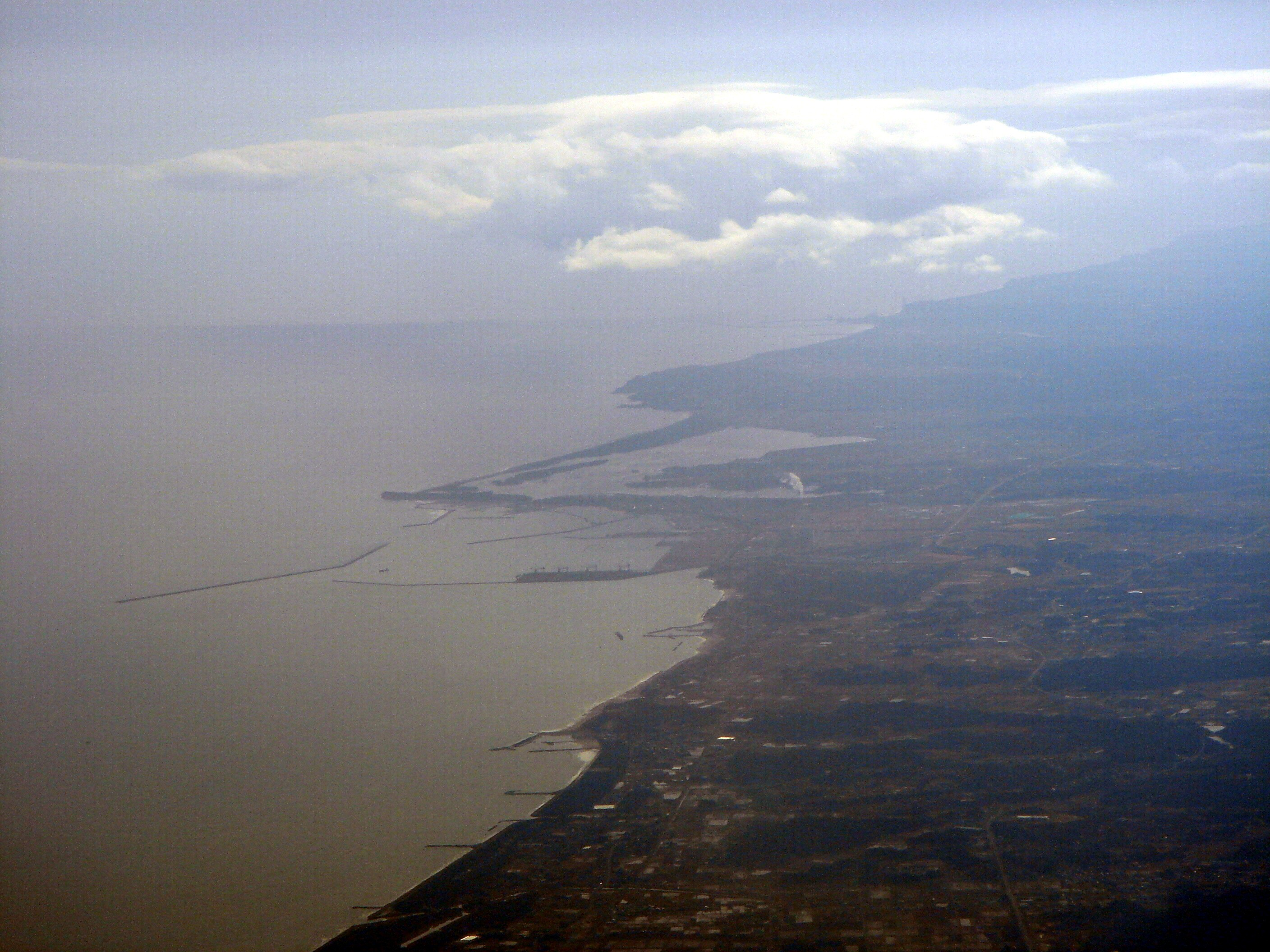
松川浦空撮（2006年7月11日）
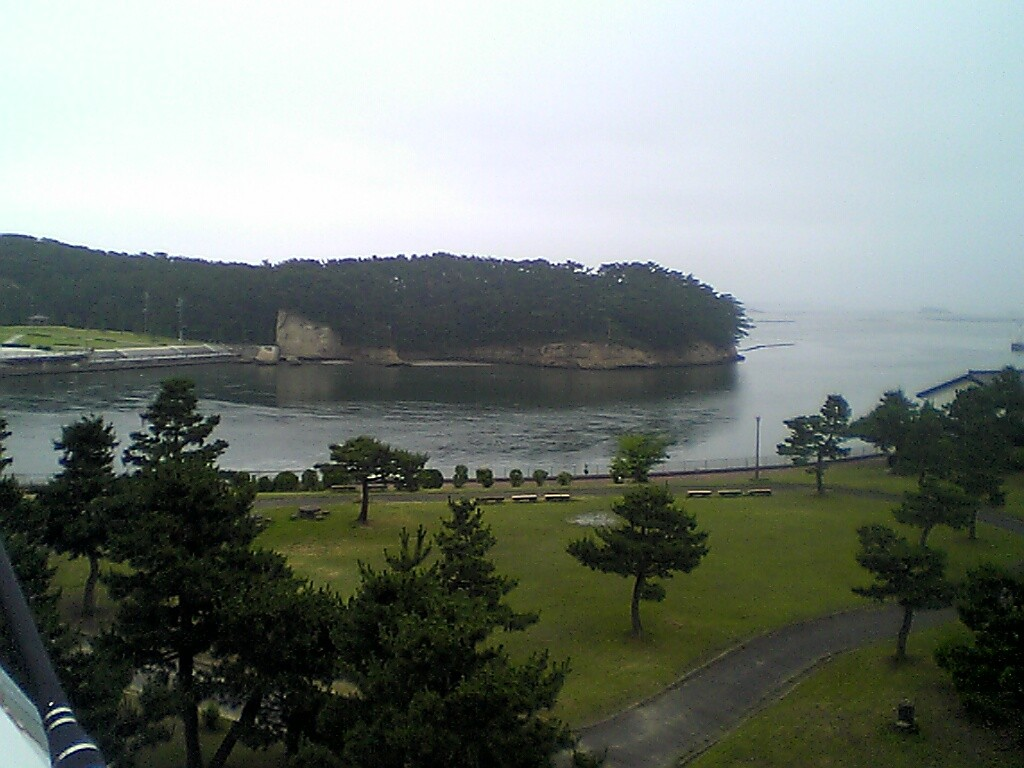
松川浦河口（2006年7月11日）
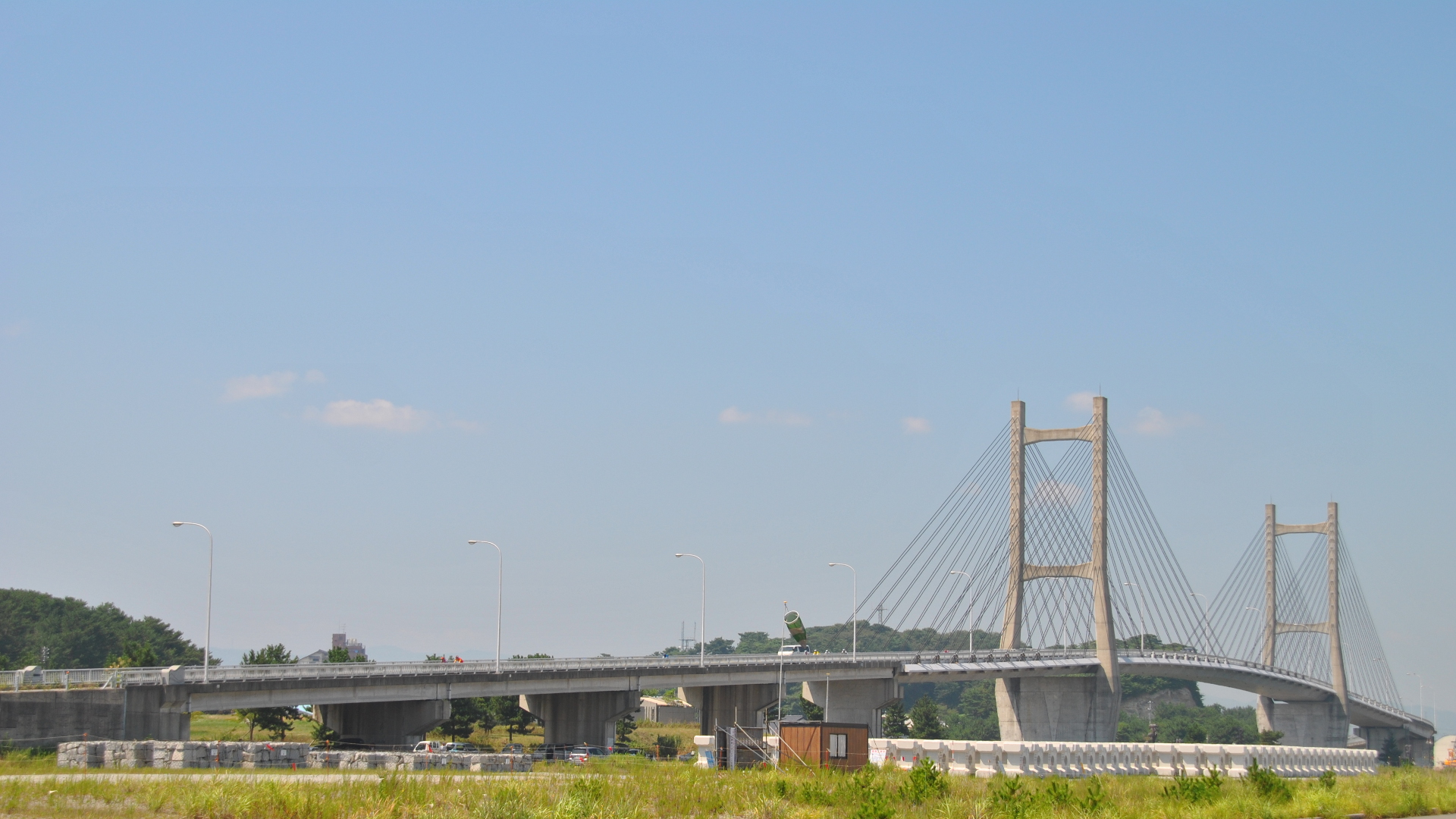
松川浦大橋（2010年8月22日）
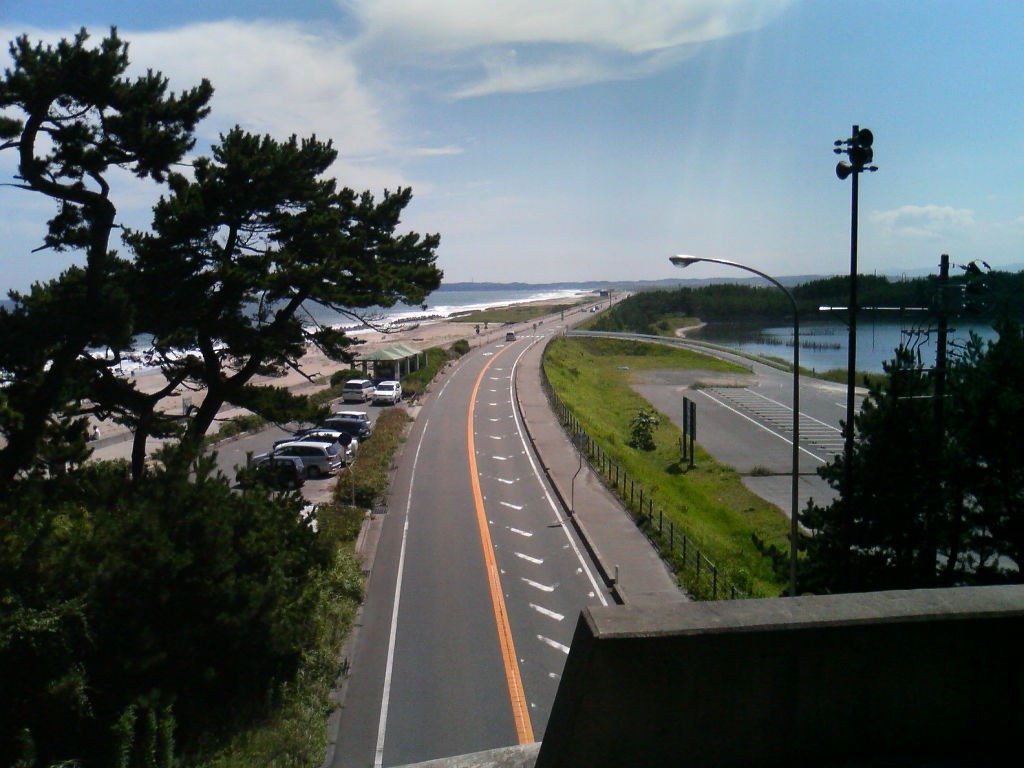
松川浦と太平洋（2006年9月2日）
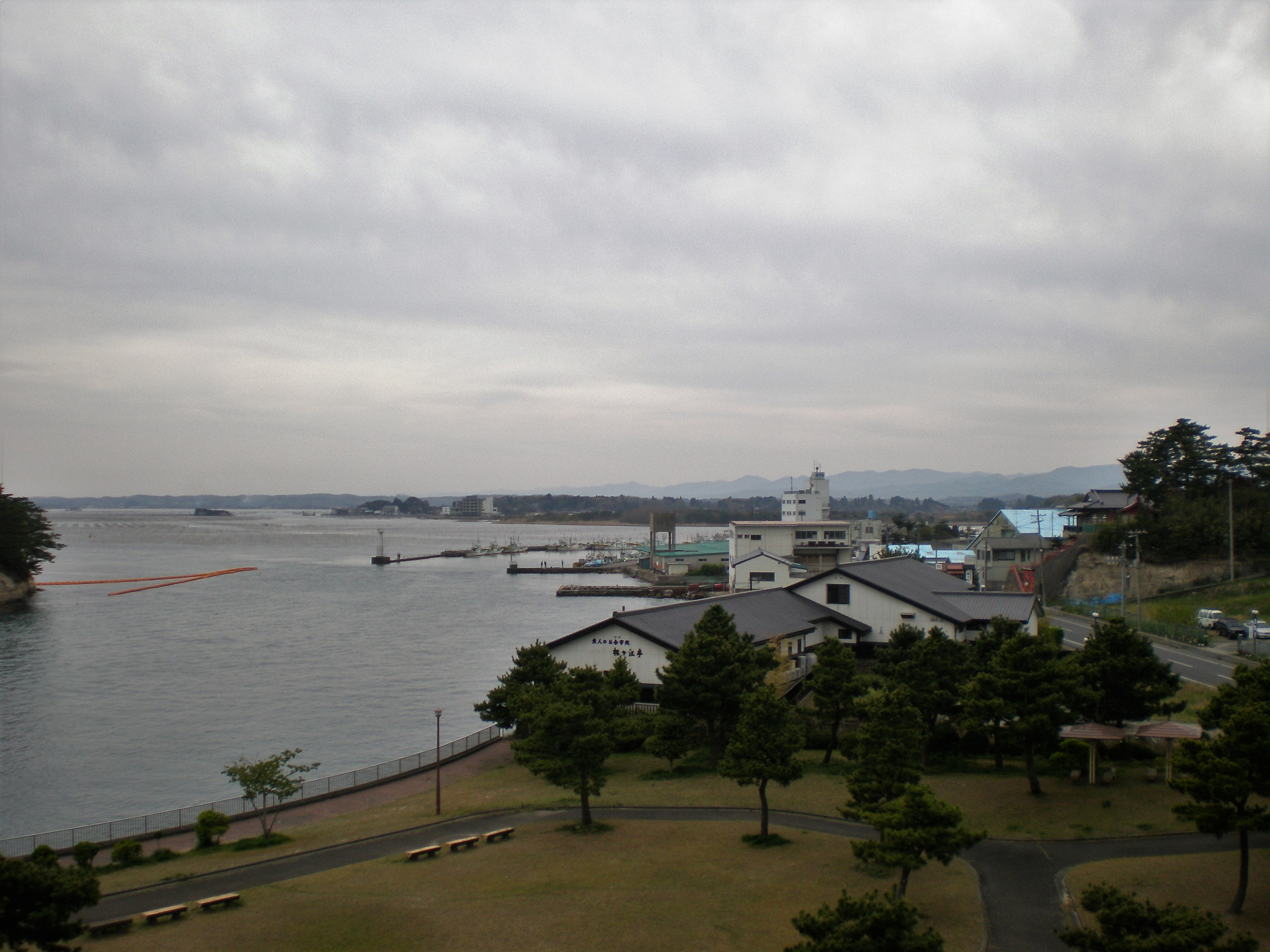
松川浦大橋より漁港方面（2007年4月29日）
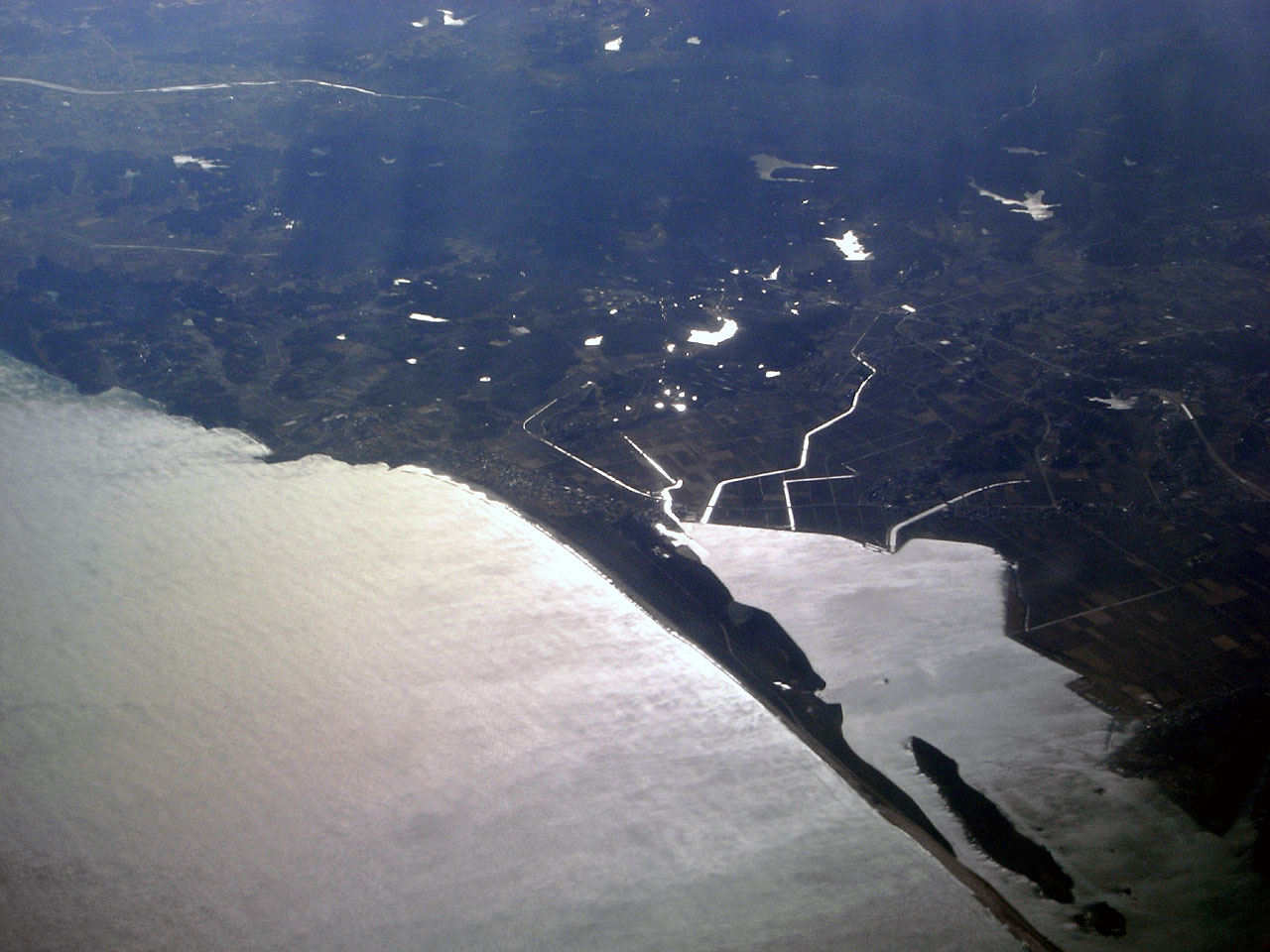
松川浦と溜池群
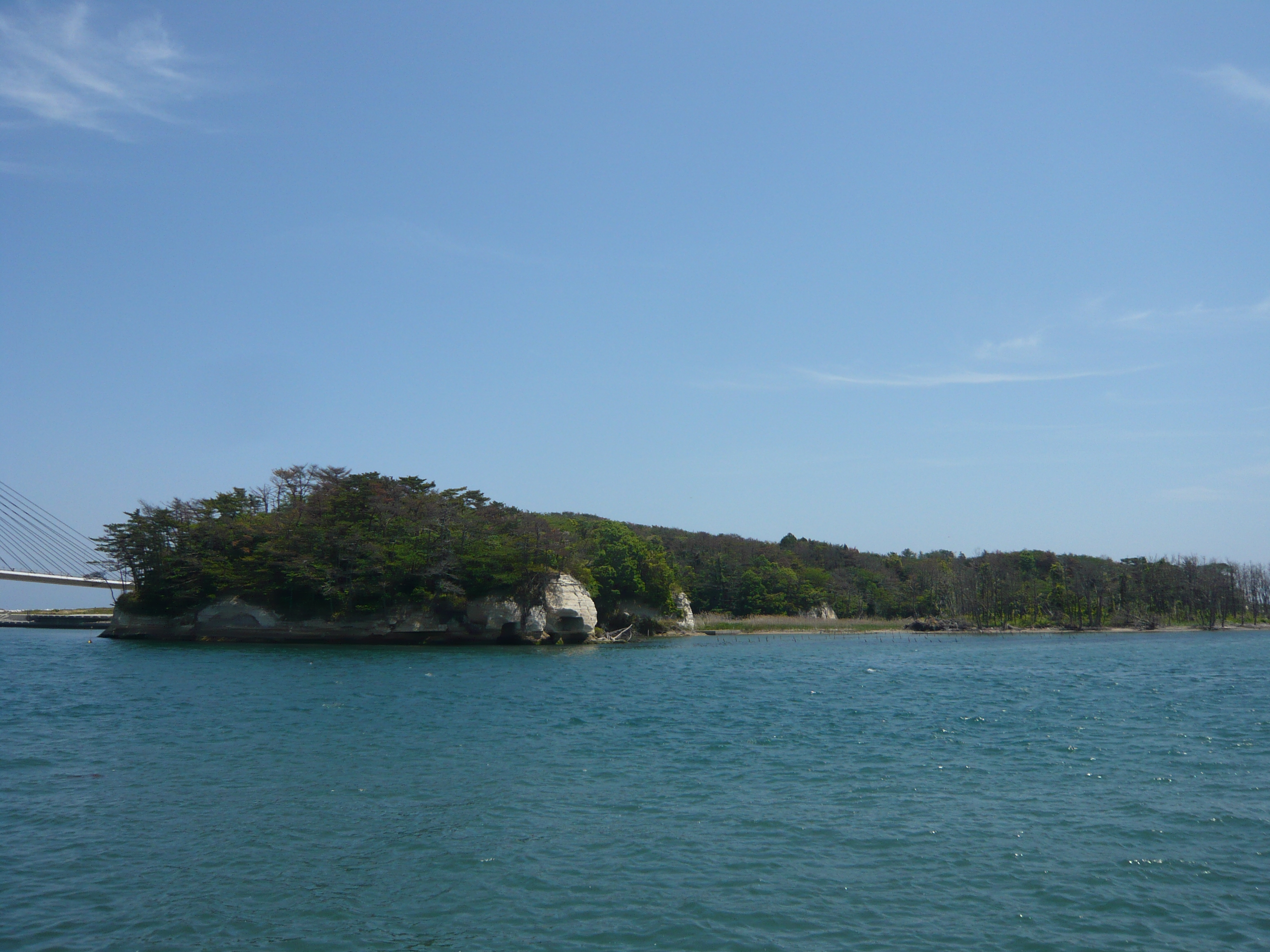
松川浦（2013年6月3日）